# Жизор (кантон)
Жизор (фр. Gisors) — кантон во Франции, находится в регионе Нормандия, департамент Эр. Входит в состав округа Лез-Андели.

## История
До 2015 года в состав кантона входили коммуны Амекур, Базенкур-сюр-Эпт, Безю-Сент-Элуа, Бернувиль, Бушвильер, Вели, Герни, Дангю, Жизор, Мартаньи, Мениль-су-Вьен, Менвиль, Нофль-Сен-Мартен, Нуайер, Отверн, Санкур, Сен-Дени-ле-Ферман и Эбекур.
В результате реформы 2015 года   состав кантона был изменен. В его состав вошел упраздненный кантон Этрепаньи.

## Состав кантона с 22 марта 2015 года
В состав кантона входят коммуны (население по данным Национального института статистики за 2018 г.):
- Аквиль (432 чел.)
- Амекур (166 чел.)
- Базенкур-сюр-Эпт (768 чел.)
- Безю-Сент-Элуа (1 527 чел.)
- Бернувиль (307 чел.)
- Вели (676 чел.)
- Виллер-ан-Вексен (312 чел.)
- Гамаш-ан-Вексен (289 чел.)
- Герни (169 чел.)
- Дангю (573 чел.)
- Дудовиль-ан-Вексен (293 чел.)
- Жизор (11 674 чел.)
- Кудре (217 чел.)
- Ла-Нёф-Гранж (331 чел.)
- Ле-Тиль (562 чел.)
- Лез-Тийер-ан-Вексен (492 чел.)
- Лоншам (658 чел.)
- Морньи (662 чел.)
- Муфлен (164 чел.)
- Ножон-ан-Вексен (339 чел.)
- Нофль-Сен-Мартен (1 306 чел.)
- Нуайер (257 чел.)
- Отверн (416 чел.)
- Пюше (640 чел.)
- Ришвиль (270 чел.)
- Санкур (161 чел.)
- Сен-Дени-ле-Ферман (491 чел.)
- Сент-Мари-де-Ватимениль (270 чел.)
- Сосе-ла-Кампань (531 чел.)
- Фарсо (345 чел.)
- Шовенкур-Провмон (367 чел.)
- Эбекур (601 чел.)
- Эдикур (703 чел.)
- Этрепаньи (3 753 чел.)

## Политика
На президентских выборах 2022 г. жители кантона отдали в 1-м туре Марин Ле Пен 37,5 % голосов против 22,2 % у Эмманюэля Макрона и 16,4 % у Жана-Люка Меланшона; во 2-м туре в кантоне победила Ле Пен, получившая 59,1 % голосов. (2017 год. 1 тур: Марин Ле Пен – 34,9 %, Жан-Люк Меланшон – 17,5 %, Франсуа Фийон – 17,3 %, Эмманюэль Макрон – 16,7 %; 2 тур: Ле Пен – 53,5 %. 2012 год. 1 тур: Марин Ле Пен — 27,2 %,Николя Саркози — 26,1 %, Франсуа Олланд — 22,5 %; 2 тур: Саркози — 52,4 %. 2007 год. 1 тур: Саркози — 30,9 %, Сеголен Руаяль — 19,0 %; 2 тур: Саркози — 58,2 %).
С 2021 года кантон в Совете департамента Эр представляют медсестра из коммуны Морньи Анжела Делаплас (Angèle Delaplace) (Прочие) и мэр города Жизор Александр Рассаэр (Alexandre Rassaërt) (Республиканцы).
|                | Кандидаты                         | Партия                   | Первый тур | Первый тур     | Второй тур | Второй тур |
| Кол-во голосов | Кандидаты                         | Партия                   | % голосов  | Кол-во голосов | % голосов  |            |
| -------------- | --------------------------------- | ------------------------ | ---------- | -------------- | ---------- | ---------- |
|                | Анжела Делаплас Александр Рассаэр | Правый блок              | 3 600      | 51,48          | 4 622      | 67,14      |
|                | Изабель Фише-Буаль Антони Ожер    | Разные левые             | 1 793      | 25,64          | 2 262      | 32,86      |
|                | Антони Легран Розлин Мольфантер   | Национальное объединение | 1 600      | 22,88          |            |            |

|                | Кандидаты                       | Партия                  | Первый тур | Первый тур     | Второй тур | Второй тур |
| Кол-во голосов | Кандидаты                       | Партия                  | % голосов  | Кол-во голосов | % голосов  |            |
| -------------- | ------------------------------- | ----------------------- | ---------- | -------------- | ---------- | ---------- |
|                | Александр Рассаэр Перрин Форзи  | Правый блок             | 3 389      | 33,79          | 5 160      | 55,19      |
|                | Фабьян Делакур Венсан Тельё     | Национальный фронт      | 3 656      | 36,45          | 4 189      | 44,81      |
|                | Даниэль Боннет Антони Оже       | Левый фронт             | 1 603      | 15,98          |            |            |
|                | Мишель Карде Изабель Фише-Буаль | Левый блок              | 982        | 9,79           |            |            |
|                | Анри Бонно Раймонд Пено         | Европа Экология Зелёные | 399        | 3,98           |            |            |

|  | Кандидат        | Партия                    | % голосов |
|  | --------------- | ------------------------- | --------- |
|  | Марсель Ларману | Коммунистическая партия   | 60,04     |
|  | Франсуа Каденн  | Союз за народное движение | 39,96     |